# Codice QR EPC
Il codice QR EPC è uno specifico formato di codice QR utilizzato per le transazioni nell'area unica dei pagamenti in euro. Il codice contiene, in chiaro, tutti i dati necessari per il pagamento secondo un formato standardizzato definito dal Consiglio europeo per i pagamenti.
Le prime specifiche del formato sono state pubblicate nel 2013 e, a luglio 2024, lo standard è utilizzato da banche e istituzioni finanziarie in Austria, Belgio, Finlandia, Germania e Paesi Bassi.

## Formato

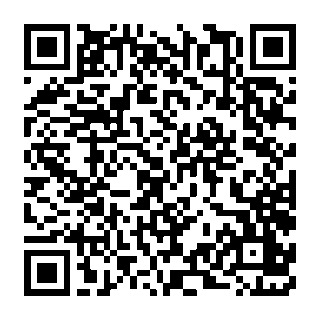
Il codice QR generato dai dati dell'esempio.

Un codice QR EPC contiene i seguenti parametri:
| Parametro                | Descrizione | Esempio              |
| ------------------------ | --- | -------------------- |
| Codice di servizio       | Valore fisso "BCD" | BCD                  |
| Versione                 | I possibili valori sono: - 001 se il mittente e/o il beneficiario del pagamento provengono da un paese esterno allo Spazio economico europeo - 002 se entrambe le parti provengono da paesi membri del SEE | 001                  |
| Codifica di caratteri    | La codifica di caratteri utilizzata: - 1 = UTF-8 - 2 = ISO/IEC 8859-1 (lingue dell'Europa occidentale che usano l'alfabeto latino) - 3 = ISO/IEC 8859-2 (lingue dell'Europa orientale che usano l'alfabeto latino) - 4 = ISO/IEC 8859-4 (lingue dell'Europa settentrionale che usano l'alfabeto latino) - 5 = ISO/IEC 8859-5 (lingue che usano l'alfabeto cirillico) - 6 = ISO/IEC 8859-7 (lingue che usano l'alfabeto greco) - 7 = ISO/IEC 8859-10 (lingue dell'Europa settentrionale che usano l'alfabeto latino) - 8 = ISO/IEC 8859-15 (lingue dell'Europa occidentale che usano l'alfabeto latino) | 1                    |
| Identificativo           | Il tipo di transazione: - SCT = bonifico SEPA - INST = bonifico SEPA istantaneo | SCT                  |
| BIC                      | Codice BIC del destinatario (facoltativo se il parametro Versione è 002) | BPOTBEB1             |
| Nome                     | Nome del destinatario (max 70 caratteri) | Red Cross of Belgium |
| IBAN                     | IBAN del destinatario | BE72000000001616     |
| Importo                  | Importo del pagamento preceduto dalla parola "EUR". Usare il punto come separatore decimale. | EUR1.00              |
| Scopo del pagamento      | Codice causale SEPA del pagamento. | CHAR                 |
| Riferimento causale      | Creditor Reference secondo lo standard ISO 11649. Deve essere lasciato vuoto se la causale è specificata nel parametro successivo. | RF18 5390 0754 7034  |
| Causale                  | Causale del pagamento (testo libero, max 140 caratteri). Se inserito, il parametro Riferimento causale deve essere lasciato vuoto. | Urgency fund         |
| Informazioni addizionali | Informazioni addizionali per il destinatario del pagamento (testo libero, max 70 caratteri). Può essere lasciato vuoto. | Sample EPC QR code   |

Ogni valore deve trovarsi su una linea singola. Se un valore non viene specificato, la riga corrispondente deve essere lasciata vuota.
La stringa risultante utilizzando i dati dell'esempio sarà pertanto:
```
BCD
001
1
SCT
BPOTBEB1
Red Cross of Belgium
BE72000000001616
EUR1.00
CHAR

Urgency fund
Sample EPC QR code

```

Il codice QR generato da questa stringa potrà quindi essere scansionato dalle applicazioni di pagamento che supportano questo standard per ottenere automaticamente le informazioni necessarie ad effettuare il pagamento.